# Hellesøyna
Hellesøyna est une île norvégienne du comté de Vestland appartenant administrativement à Fedje.

## Description
Rocheuse et couverte d'une légère végétation, elle s'étend sur environ 440 m de longueur pour une largeur approximative de 207 m. Elle compte un phare et plusieurs bâtiments. 